# Liste des intercommunalités du Bas-Rhin

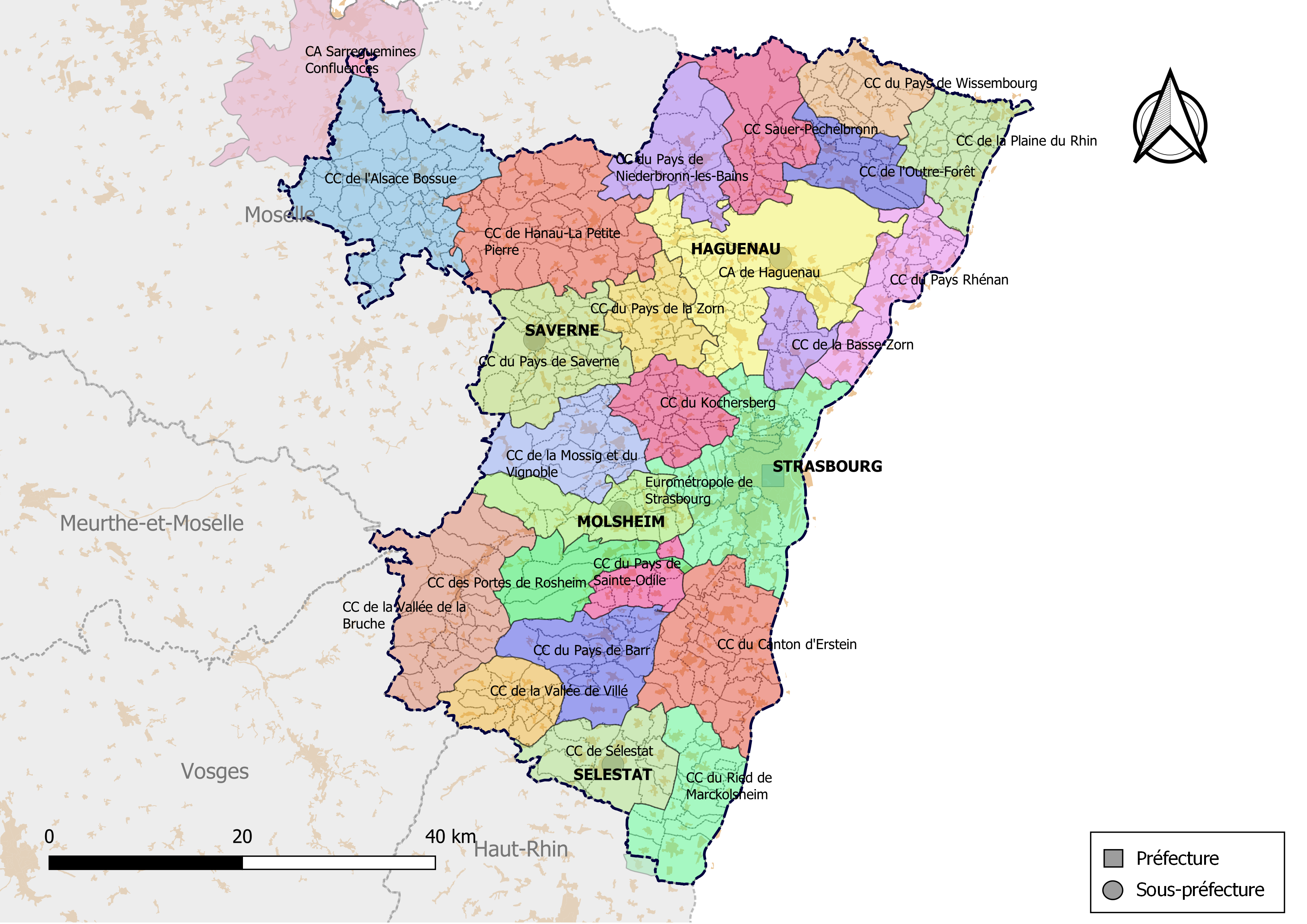
Carte des EPCI du Bas-Rhin au 1er janvier 2019.

Depuis le 1er janvier 2017, le département du Bas-Rhin compte 24 établissements publics de coopération intercommunale à fiscalité propre dont le siège est dans le département (une métropole, une communauté d'agglomération et 22 communautés de communes), dont un qui est interdépartemental. Par ailleurs une commune est groupée dans une intercommunalité dont le siège est situé hors département.
Deux particularités ressortent :
- La commune de Siltzheim fait partie de la communauté d'agglomération Sarreguemines Confluences dont le siège est situé à Sarreguemines en Moselle.
- La commune de Grussenheim, bien que faisant partie du département du Haut-Rhin, a intégré la communauté de communes du Ried de Marckolsheim le 1er janvier 2016.

## Intercommunalités à fiscalité propre
| Forme juridique                                           | Nom                                 | no SIREN  | Date de création | Nombre de communes     | Population (der. pop. légale) | Superficie (km2) | Densité (hab./km2) | Siège                 | Président                  |
| --------------------------------------------------------- | ----------------------------------- | --------- | ---------------- | ---------------------- | ----------------------------- | ---------------- | ------------------ | --------------------- | -------------------------- |
| Métropole                                                 | Eurométropole de Strasbourg         | 246700488 | 31 décembre 1966 | 33                     | 514 651 (2021)                | 337,60           | 1 524              | Strasbourg            | Robert Herrmann            |
| Communauté d'agglomération                                | CA de Haguenau                      | 200067874 | 1er janvier 2017 | 36                     | 98 638 (2021)                 | 399,20           | 247                | Haguenau              | Claude Sturni              |
| Communauté de communes                                    | CC du Canton d'Erstein              | 200067924 | 1er janvier 2017 | 28                     | 48 676 (2021)                 | 268,50           | 181                | Benfeld               | Stéphane Schaal            |
| Communauté de communes                                    | CC de la région de Molsheim-Mutzig  | 246701064 | 1er janvier 1998 | 18                     | 40 875 (2021)                 | 160,20           | 255                | Molsheim              | Gilbert Roth               |
| Communauté de communes                                    | CC de Sélestat                      | 246700967 | 1er janvier 1996 | 12                     | 37 052 (2021)                 | 166,40           | 223                | Sélestat              | Marcel Bauer               |
| Communauté de communes                                    | CC du Pays Rhénan                   | 200041325 | 1er janvier 2014 | 17                     | 36 987 (2021)                 | 162,80           | 227                | Drusenheim            | Louis Becker               |
| Communauté de communes                                    | CC du Pays de Saverne               | 200068112 | 1er janvier 2017 | 35                     | 35 780 (2021)                 | 243,90           | 147                | Saverne               | Dominique Muller           |
| Communauté de communes                                    | CC du Kochersberg                   | 200034635 | 1er janvier 2013 | 23                     | 26 648 (2021)                 | 133,90           | 199                | Truchtersheim         | Justin Vogel               |
| Communauté de communes                                    | CC de Hanau-La Petite Pierre        | 200067783 | 1er janvier 2017 | 38                     | 26 286 (2021)                 | 358,60           | 73                 | Bouxwiller            | Jean Adam                  |
| Communauté de communes                                    | CC de la Mossig et du Vignoble      | 200068864 | 1er janvier 2017 | 24                     | 24 756 (2021)                 | 174,20           | 142                | Wasselonne            | Daniel Acker               |
| Communauté de communes                                    | CC de l'Alsace Bossue               | 200067841 | 1er janvier 2017 | 45                     | 24 157 (2021)                 | 380,20           | 64                 | Sarre-Union           | Marc Sene                  |
| Communauté de communes                                    | CC du Pays de Barr                  | 200034270 | 1er janvier 2013 | 20                     | 24 006 (2021)                 | 189,50           | 127                | Barr                  | Gilbert Scholly            |
| Communauté de communes                                    | CC du Pays de Niederbronn-les-Bains | 246701098 | 1er janvier 1999 | 13                     | 23 350 (2021)                 | 184,40           | 127                | Niederbronn-les-Bains | Fernand Feig               |
| Communauté de communes                                    | CC du Ried de Marckolsheim          | 200030526 | 1er janvier 2012 | 18 (dont 1 dans le 68) | 20 597 (2021)                 | 184,60           | 112                | Marckolsheim          | Frédéric Pfliegersdoerffer |
| Communauté de communes                                    | CC de la Vallée de la Bruche        | 246700306 | 1er janvier 2000 | 26                     | 20 515 (2021)                 | 303,60           | 68                 | Schirmeck             | Pierre Grandadam           |
| Communauté de communes                                    | CC du Pays de Sainte-Odile          | 246701080 | 1er janvier 1999 | 6                      | 19 397 (2021)                 | 68,0             | 285                | Obernai               | Bernard Fischer            |
| Communauté de communes                                    | CC de la Plaine du Rhin             | 200041283 | 1er janvier 2014 | 19                     | 18 356 (2021)                 | 149,80           | 123                | Beinheim              | Bernard Hentsch            |
| Communauté de communes                                    | CC des Portes de Rosheim            | 246700744 | 1er janvier 1993 | 9                      | 18 245 (2021)                 | 133,30           | 137                | Rosheim               | Michel Herr                |
| Communauté de communes                                    | CC de la Basse-Zorn                 | 246700843 | 1er janvier 1994 | 7                      | 17 701 (2021)                 | 79,80            | 222                | Hœrdt                 | Denis Riedinger            |
| Communauté de communes                                    | CC Sauer-Pechelbronn                | 200013050 | 24 décembre 2007 | 24                     | 17 355 (2021)                 | 197,80           | 88                 | Durrenbach            | Jean-Marie Haas            |
| Communauté de communes                                    | CC de l'Outre-Forêt                 | 200040178 | 1er janvier 2014 | 13                     | 16 177 (2021)                 | 119,80           | 135                | Soultz-sous-Forêts    | Pierre Mammosser           |
| Communauté de communes                                    | CC du Pays de la Zorn               | 246700959 | 14 mars 1996     | 20                     | 16 175 (2021)                 | 117,50           | 138                | Hochfelden            | Bernard Freund             |
| Communauté de communes                                    | CC du Pays de Wissembourg           | 246700926 | 1er janvier 1995 | 12                     | 15 740 (2021)                 | 131,0            | 120                | Wissembourg           | Serge Strappazon           |
| Communauté de communes                                    | CC de la Vallée de Villé            | 246700777 | 1er janvier 1993 | 18                     | 10 718 (2021)                 | 111,0            | 97                 | Bassemberg            | Jean-Marc Riebel           |
| Intercommunalité dont le siège est situé hors département |                                     |           |                  |                        |                               |                  |                    |                       |                            |
| Communauté d'agglomération                                | CA Sarreguemines Confluences        | 200070746 | 1er janvier 2017 | 38 (dont 1 dans le 67) | 63 550 (2021)                 | 340,50           | 187                | Sarreguemines (57)    | Roland Roth                |

## Communautés de communes dissoutes
1. Communauté de communes Ackerland
2. Communauté de communes du Piémont de Barr
3. Communauté de communes du Bernstein et de l'Ungersberg
4. Communauté de communes de Marckolsheim et environs
5. Communauté de communes du Grand Ried
6. Communauté de communes de la Sommerau
7. Communauté de communes du Pays de Marmoutier
8. Communauté de communes au Carrefour des Trois Croix
9. Communauté de communes des Villages du Kehlbach
10. Communauté de communes de Pechelbronn
11. Communauté de communes de Seltz - Delta de la Sauer
12. Communauté de communes de l'Uffried
13. Communauté de communes de Gambsheim-Kilstett
14. Communauté de communes de l'Espace Rhénan

À la suite de l'application du schéma départemental de coopération intercommunale, les communautés de communes suivantes sont dissoutes le 31 décembre 2016 :
- Pour former la Communauté de communes du canton d'Erstein :
  - Communauté de communes du Pays d'Erstein
  - Communauté de communes du Rhin
  - Communauté de communes de Benfeld et environs
- Pour former la Communauté de communes de la Mossig et du Vignoble :
  - Communauté de communes la Porte du Vignoble
  - Communauté de communes des coteaux de la Mossig
- Pour former la Communauté de communes du Pays de Saverne :
  - Communauté de communes du Pays de Marmoutier-Sommerau
  - Communauté de communes de la Région de Saverne
- Pour former la Communauté de communes de Hanau-La Petite Pierre :
  - Communauté de communes du pays de Hanau
  - Communauté de communes du Pays de La Petite-Pierre
- Pour fusionner avec la Communauté de communes de l'Alsace Bossue :
  - Communauté de communes du Pays de Sarre-Union
- Pour former la Communauté d'agglomération de Haguenau :
  - Communauté de communes du Val de Moder
  - Communauté de communes de la région de Haguenau
  - Communauté de communes de Bischwiller et environs
  - Communauté de communes de la région de Brumath
- Pour rejoindre Strasbourg Eurométropole :
  - Communauté de communes les Châteaux